# Rheindorf (Gemeinde Lustenau)
Rheindorf ist ein Ortsteil der Marktgemeinde Lustenau in Vorarlberg.
Die ehemalige Rotte Rheindorf befindet sich im nördlichen Gemeindegebiet und ist mittlerweile mit Lustenau verwachsen. Den Status einer Rotte hat Rheindorf nach wie vor inne. Rheindorf ist gut ausgestattet und verfügt über eine eigene Pfarre (siehe auch Erlöserkirche) und mehrere Schulen.